# Mahovnik
Mahovnik este o localitate din comuna Kočevje, Slovenia, cu o populație de 322 de locuitori.